# Cristiano Doni
Pour les articles homonymes, voir Doni.
Cristiano Doni  est un footballeur international italien né le 1er avril 1973 à Rome en Italie. Il a notamment participé à la Coupe du monde 2002 avec l'équipe d'Italie.

## Biographie

### Débuts prometteurs (1988-1998)
Formé dans les équipes de jeunes du Modène FC, Cristiano Doni ne commence sa carrière professionnelle qu'à Rimini en Serie C2 à 19 ans. L'équipe termine 3e du championnat et Doni montre déjà d'excellentes qualités dans l'organisation du jeu. L'année suivante, il saute un échelon et arrive en Serie C1, à l'AC Pistoiese, avec laquelle il joue régulièrement. L'équipe termine 9e.
À l'été 1994, il est acheté par l Bologne FC, alors en Serie C1. Il y reste deux saisons, obtenant deux montées consécutives en terminant 1e de Serie C1, puis de Serie B la saison suivante. Régulier dans ses performances, il marque 11 buts en deux saisons. 
Plutôt que de monter en Serie A avec Bologne, il signe en 1996 à Brescia, toujours en Serie B. Avec l'équipe lombarde, il remporte son deuxième championnat de Serie B consécutif (30 matchs, 7 buts) avant de faire ses débuts dans l'élite contre l'Inter Milan lors de la saison 1997-1998. Il joue 21 matchs pour 1 seul but et vit sa première relégation, l'équipe terminant 15e sur 18.

### Pilier de l'Atalanta (1998-2003)
Pour la saison 1998-1999, il signe à l'Atalanta, tout juste rétrogradé en Serie B. Lors de sa première saison, l'équipe rate de très peu la montée en terminant 6e. Il marque 8 buts en 27 matchs. La saison suivante, en 1999-2000, l'équipe obtient le sésame en terminant à la 4e place, l'efficacité de Doni est flagrante : il marque 14 buts en 35 matches. 
Doni peut entamer ainsi sa deuxième saison en Serie A. Pilier de l'équipe, il marque 7 buts en 27 matchs de championnat et le club surprend en terminant 7e, tout près des places européennes.
Lors de la saison 2001-02, il effectue ses prestations les plus abouties, éclairant de sa classe les matches les plus ternes. Il marque 16 buts en 30 matches (l'équipe terminera 9e) et est récompensé par sa sélection pour la Coupe du monde 2002. 
Sa première sélection date de novembre 2001, lors d'un match amical contre le Japon où Doni marque l'unique but italien (1-1°. Il joue deux matches de poule à la Coupe du monde, contre l'Équateur et la Croatie. La Squadra Azzura est éliminée en huitième de finale.
Il reste une saison supplémentaire à l'Atalanta, mais l'équipe est reléguée en Serie B après un match de barrage perdu (0-0, 1-2) contre Reggina. Doni marque 10 buts en 26 matches cette saison. 

### Passage par la Sampdoria puis Majorque (2003-2006)
Le club relégué, il signe pour la saison 2003-2004 à l'UC Sampdoria, fraîchement promue en première division. 
Il dispute deux saisons avec le club génois, obtenant une 8e puis une 5e place, jouant en tout 44 matches pour 7 buts. Ces deux saisons sont fortement perturbées par des blessures.
Lors de la saison 2005-2006, Cristiano Doni tente l'aventure à l'étranger et signe pour le RCD Majorque en Espagne. Cette expérience est mitigée : Doni ne joue que 24 matches pour 2 buts.

### Retour à Bergame (2006-2011)
Il revient alors dès la saison suivante en Italie et retrouve son club de cœur, l'Atalanta, de retour dans l'élite. Il marque 13 buts en 26 matches lors de sa première saison, 12 buts en 30 matchs la deuxième, confirmant qu'il n'est pas encore sur le déclin. En 2008, il signe une prolongation de contrat jusqu'en 2010. Il permet à l'équipe de se maintenir en milieu de tableau. 
Lors de la saison 2008-09, il joue 31 matchs pour 9 buts. Il devient le premier footballeur nommé citoyen d'honneur de la ville. La saison 2009-10 est plus difficile : l'équipe se bat pour ne pas descendre et Doni n'inscrit que 2 buts en 28 rencontres. 
En janvier 2010, il marque son 100e but avec le maillot de l'Atalanta dont il devient le meilleur buteur de l'histoire. Doni est alors une figure emblématique du club bleu et noir, dont il est le capitaine.

### Fin de carrière houleuse (2011)
Le 9 août 2011, il est suspendu pour 3 ans et demi par la commission disciplinaire de la Fédération d'Italie de football. En mai 2012, il est de nouveau condamné, pour des matches truqués, à 2 ans de suspension et 25 000 € d'amende. 
Le désormais ancien capitaine de l'Atalanta ne rechausse plus les crampons après la saison 2010-2011.

## Carrière
- 1991-1992 : Modène FC  Italie
- 1992-1993 : Rimini  Italie
- 1993-1994 : AC Pistoiese  Italie
- 1994-1996 : Bologne FC  Italie
- 1996-1998 : Brescia  Italie
- 1998-2003 : Atalanta  Italie
- 2003-2005 : Sampdoria  Italie
- 2005-2006 : RCD Majorque  Espagne
- 2006-déc. 2011 : Atalanta Bergame  Italie

## Palmarès
Équipe d'Italie :
- 7 sélections et 1 but entre 2001 et 2002

 Bologne FC :
- Champion de Serie B en 1996
- Champion de Serie C1 en 1995

 Brescia :
- Champion de Serie B en 1997